# الصوامعة غرب
قرية الصوامعة غرب هي إحدى القرى التابعة لمركز طهطا بمحافظة سوهاج في جمهورية مصر العربية. حسب إحصاءات سنة 2006، بلغ إجمالي السكان في الصوامعة غرب 9782 نسمة، منهم 5267 رجل و4515 امرأة.